# Sine materia
Sine materia è una locuzione latina che significa "senza causa". 
È spesso utilizzata in ambito medico per indicare patologie che non abbiano evidenziato negli esami diagnostici (risonanza magnetica, TAC, angiografia etc.) particolari alterazioni morfo-strutturali come causa della patologia stessa.